# Karl Horst Schmidt
Karl Horst Schmidt (* 31. Mai 1929 in Dessau; † 29. Oktober 2012 in Bonn) war ein deutscher Sprachwissenschaftler, Keltologe und Kaukasologe.

## Leben
Karl Horst Schmidt machte 1948 Abitur am Goethe-Gymnasium in Dessau. Er studierte Sprachwissenschaften an der Humboldt-Universität zu Berlin, der Universität Köln, der Universität Bonn, Universität Dublin und Universität München. Im Jahr 1954 promovierte er zum Dr. phil.
Im Jahr 1960 habilitierte Karl Horst Schmidt sich und wurde Privatdozent für Vergleichende Sprachwissenschaft in Bonn. 1964 wechselte er als außerordentlicher Professor an die Westfälische Wilhelms-Universität Münster, dort erfolgte 1966 seine Ernennung zum ordentlichen Professor. Im gleichen Jahr folgte er dem Ruf auf den Lehrstuhl für Allgemeine und Vergleichende Sprachwissenschaft an der Ruhr-Universität Bochum, dort amtierte er im Studienjahr 1973/74 als Dekan der Abteilung für Philologie. 1974 wechselte Karl Horst Schmidt an den Lehrstuhl für Vergleichende Sprachwissenschaft an die Universität Bonn, den er bis zu seiner Emeritierung 1994 ausfüllte.
Schmidts Forschungsschwerpunkte umfassten die keltische, indogermanische sowie kaukasische Sprachgeschichte und die Typologie. Er war Mitherausgeber der Zeitschrift für celtische Philologie.

## Ehrungen und Auszeichnungen
- Ehrendoktor der Staatlichen Universität Tiflis
- Ehrendoktor der Universität Innsbruck[1]
- Ehrendoktor der National University of Ireland in Cork.

## Publikationen
- Die Komposition in gallischen Personennamen, Niemeyer, Tübingen, 1957
- Studien zur Rekonstruktion des Lautstandes der südkaukasischen Grundsprache, Deutsche Morgenländische Gesellschaft, Mainz, 1962
- Die festlandkeltischen Sprachen, Institut für Sprachwissenschaften der Universität Innsbruck, Innsbruck, 1977
- Kaukasische Typologie als Hilfsmittel für die Rekonstruktion des Vorindogermanischen : [Vortrag, gehalten in Chicago, Berkeley, Los Angeles, Bonn, Regensburg, München und Innsbruck], Institut für Sprachwissenschaften der Universität Innsbruck, Innsbruck, 1983
- Herausgeber
- Indogermanisch und Keltisch : Kolloquium der Indogermanischen Gesellschaft am 16. u. 17. Februar 1976 in Bonn ; Vorträge / unter Mitwirkung von Rolf Ködderitzsch, Reichert, Wiesbaden, 1977
- Geschichte und Kultur der Kelten : Vorbereitungskonferenz, 25. – 28. Oktober 1982 in Bonn ; Vorträge / unter Mitwirkung von Rolf Ködderitzsch, Winter, Heidelberg, 1986

Festschrift
- Roland Bielmeier/Reinhard Stempel (Hrsg.): Indogermanica et Caucasica. Festschrift für Karl Horst Schmidt zum 65. Geburtstag (= Untersuchungen zur indogermanischen Sprach- und Kulturwissenschaft, N.F., Bd. 6). de Gruyter, Berlin 1994, ISBN 3-11-013448-9.